# Mathias Johansson
Mathias Johansson, född 22 februari 1974 i Oskarshamn, är en svensk före detta professionell ishockeyspelare. Han spelade sammanlagt 17 säsonger i Färjestad BK och är också Färjestads meste spelare genom tiderna med över 800 matcher för klubben.
Han listades av Calgary Flames 1992 och flyttade inför säsongen 2002/2003 över till Kanada för spel i Calgary Flames och sedermera Pittsburgh Penguins.

## Spelarkarriär
Johansson har IK Oskarshamn som moderklubb. Johansson debuterade i Färjestads BK som 16-åring under säsongen 1990/1991. Säsongen 1992/1993 blev han utlånad 25 matcher till Grums IK. Efter SM-guldet med Färjestad säsongen 2001/2002 skrev han kontrakt med Calgary Flames i NHL. Han spelade sammanlagt 46 matcher för Calgary och blev samma säsong bortbytt till Pittsburgh Penguins. Sammanlagt har han gjort 15 poäng på 58 NHL-matcher. 
Inför säsongen 2003/2004 skrev han på ett femårskontrakt med Färjestad.
Han har vunnit 4st SM-guld med Färjestads BK (1997, 1998, 2002 samt 2006). Efter totalt 17 säsonger i Färjestads BK spelade Mathias Johansson säsongen 2008/2009 för Malmö Redhawks i Allsvenskan, för vilka han blev utsedd till assisterande lagkapten. 
Johansson valde dock att bryta sitt kontrakt med Malmö då laget i slutet av 2008 var konkurshotat för att istället skriva på för ärkerivalen Leksands IF. Där skulle han noteras för 2 mål på 6 spelade matcher, men klubben valde att inte förlänga dennes kontrakt. Johansson spelade under hösten 2009 11 matcher för Skåre BK. Han avslutade sin aktiva hockeykarriär för Ritten/Renon i den italienska ligan 2010. Han svarade för 23 poäng på 27 spelade matcher i den italienska ligan.
Den 24 november 2012 hissades hans tröja upp i taket i Löfbergs Lila Arena.

## Landslagskarriär
1994 var Mathias Johansson med i JVM-truppen som vann silver. Han har även spelat i Tre Kronor, bland annat under OS i Salt Lake City 2002. Johansson var med under 2006 års VM-guld i Riga, Lettland och har dessutom spelat i ytterligare tre VM-turneringar 2001, 2002 samt 2003.

## Privatliv
Han är gift med Nina, tillsammans har de en son som heter Wille och en dotter som heter Tuva.

## Klubbar
- IK Oskarshamn (–1990)
- Färjestads BK (1990–2002, 2003–2008)
- Grums IK, (1992–1993)
- Calgary Flames, (2002–2003)
- Pittsburgh Penguins, (2002–2003)
- Malmö Redhawks, (2008–2009)
- Leksands IF, (2009)
- Skåre BK, (2009)
- Ritten/Renon, (2010)

## Meriter
- VM:
  - Guld: 2006
  - Silver: 2003
  - Brons: 2001, 2002
- SM-guld: 1997, 1998, 2002, 2006
- J-EM-silver: 1992
- J-VM-silver: 1994
- Landskamper: 112 A, 12 B, 36 J